# Rockbox
Rockbox ist ein freies Betriebssystem für MP3-Player, das unter der GPL veröffentlicht wird. Das Projekt wurde Ende 2001 vom Schweden Linus Nielsen Feltzing ins Leben gerufen, weil die Benutzer nicht mit den Einschränkungen des originalen Betriebssystems der „Archos Jukebox“ leben wollten. Rockbox sollte die gesamte Funktionalität des Geräts zur Verfügung stellen. Die erste Version des alternativen Betriebssystems wurde daher für MP3-Player der Firma Archos entwickelt. Mittlerweile unterstützt Rockbox weitere MP3-Player verschiedener Hersteller, darunter auch den Apple iPod sowie einige Serien von iriver.
Rockbox lässt sich auf den unterstützten Playern parallel zur Originalfirmware installieren und bietet die Möglichkeit, aus dem Player ein Multi-Boot-System zu machen.

## Funktionsumfang

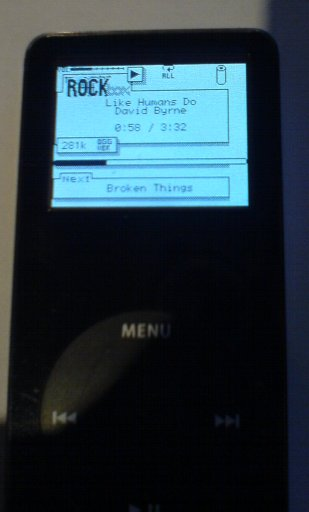
Rockbox auf einem iPod nano

Rockbox erweitert die Bandbreite der abspielbaren Audio-Codecs, so dass Einschränkungen nur aufgrund der gegebenen Hardware in Kauf genommen werden müssen. Unterstützt werden die Dateiformate MP3, Ogg Vorbis, WMA, WAV (bzw. AIFF), FLAC, AC3 (DVD-Audio), das von der MiniDisc bekannte ATRAC3-Format und AAC, wobei der AAC-Decoder noch nicht fertiggestellt ist. Mit MP2, MP1, Musepack, WavPack, Shorten, Apple Lossless, MOD, SPC und NSF werden auch weniger verbreitete Dateiformate unterstützt.
Auf den älteren Archos-Jukeboxen sind ab Werk nur MP2- und MP3-Dateien abspielbar, da bei diesen Geräten das MP3-De- und Encoding (bei den Recordern) von einem schwierig zu programmierenden Zusatzchip von Micronas übernommen wird. In Rockbox kann man jedoch auch Dateien im WAV-Format mit Hilfe eines Plug-ins abspielen. Diese Funktion ist jedoch noch nicht vollständig integriert.
Das Betriebssystem bietet unterbrechungsfreie Wiedergabe und Lautstärkeausgleich (Replay Gain) für alle Codecs. Auf Geräten mit Softwarecodec wird außerdem ein 5-Band-Equalizer angeboten. Übliche Funktionalitäten wie Zufallswiedergabe, Stereoaufnahme (in 16 Bit, 44,1 kHz WAV oder in MP3 mit Bitraten zwischen 64 und 320 kBit/s) sowie „on the fly“-Abspiellisten werden ebenso unterstützt wie UKW-Radio mit Aufnahme, Fernbedienungen und digitale Ein-/Ausgänge (S/PDIF, falls vorhanden).
Die Benutzeroberfläche von Rockbox ist anpassbar. Benutzer stellen „Themes“ zur Verfügung, welche die zu verwendeten Schriftarten und -größen, den Hintergrund sowie die Anordnung und das Design verschiedener Elemente der Oberfläche verändern.
Durch die optional sprachgestützte Benutzeroberfläche sind MP3-Player mit Rockbox für die Nutzung durch Sehbehinderte und Blinde geeignet, aber auch Geräte mit defektem Display werden dadurch wieder benutzbar, wenn auch nicht mit der originalen Firmware. Die Voice prompts können u. a. mit dem Rockbox Utility erzeugt werden, wobei die auf dem jeweiligen System installierte Sprachsynthese genutzt wird (z. B. SAPI-Kompatible Sprachausgaben unter Windows oder via Speechdispatcher unter Linux).
Rockbox besitzt neben der Musik-Datenbank auch einen Dateibrowser, der es u. a. erlaubt, Ordner und Dateien direkt am Gerät zu erstellen, umzubenennen, kopieren und zu löschen, um Platz für neue Aufnahmen zu schaffen und Dateien zu ordnen. Ein MP3-Recorder mit Rockbox kann so auch ohne das Hinzuziehen eines Computers, beispielsweise unterwegs, sinnvoll genutzt werden.

### Plug-ins

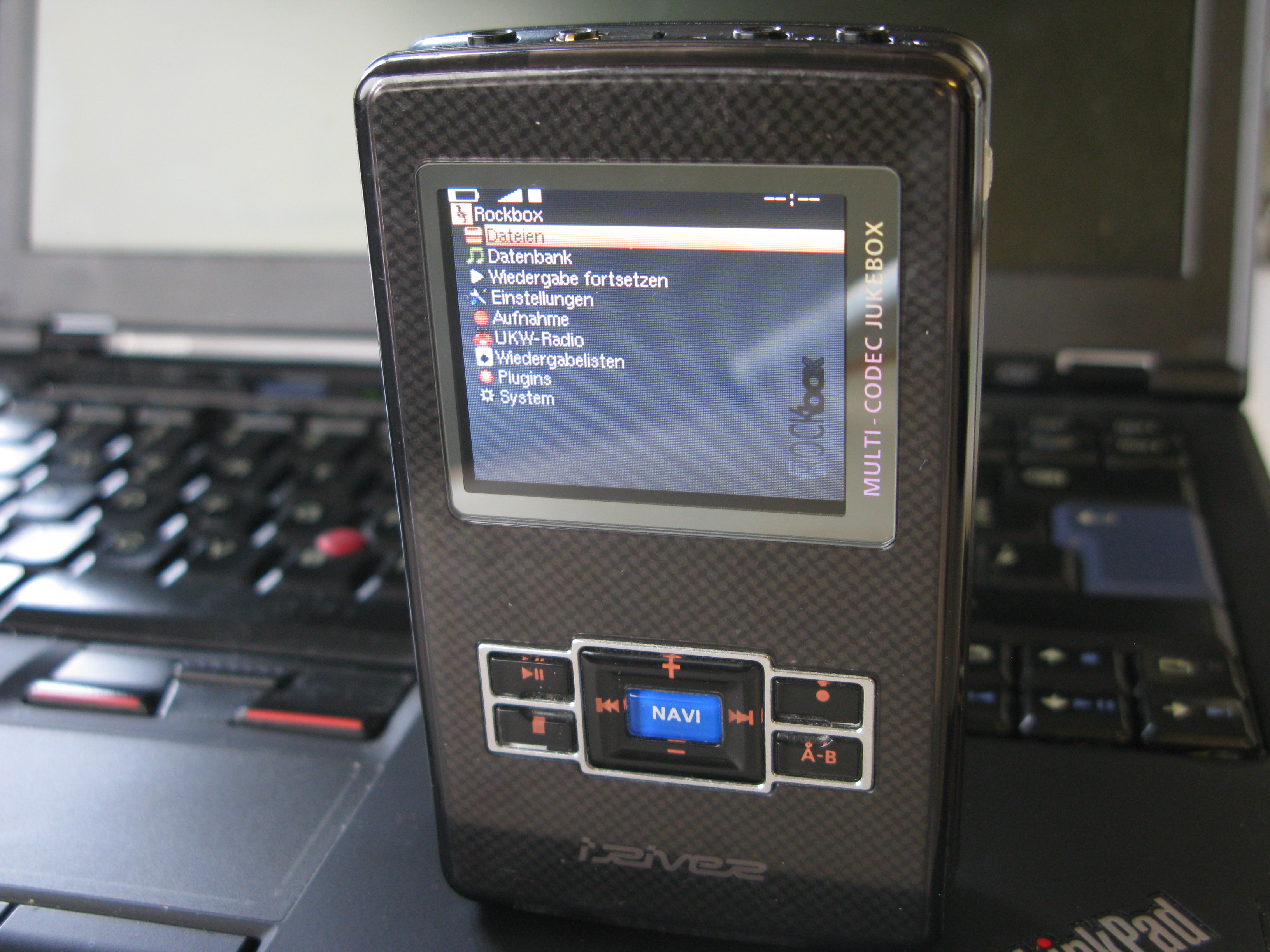
Rockbox auf einem iRIVER H320

Rockbox unterstützt die Erweiterung und Individualisierung des Systems über Plug-ins. Folgend eine Auswahl von verbreiteten Plug-ins:
- JPEG Viewer ermöglicht das Anzeigen von JPEG-Grafiken in beliebiger Auflösung (Zoom-Funktion)
- Diverse Benchmarks
- Grafische Demos (u. a. das Rockbox-Logo, ein sich drehender Würfel, ein Klon des Bildschirmschoners „Starfield“ aus Windows 3.x u. v. m.)
- Mpegplayer erlaubt das Abspielen von Videos im MPEG-2-Format[5]
- PictureFlow, eine virtuelle 3D-Umgebung zum Betrachten der Album-Cover ähnlich dem Cover Flow von Apple
- Rockboy, eine Portierung des Game-Boy-Emulators Gnuboy
- Spiele: Doom (Portierung der GPL-Doom-Engine), Bubbles, Schach, Snake, Solitaire, Sudoku, Tetris, Minesweeper, Pong und weitere
- Stoppuhr
- Taschenrechner, Euro-Umrechner
- Texteditor
- WAV-zu-MP3-Encoder
- WAV-zu-WavPack-Encoder
- Wörterbuch
- Kalender
- Wecker

### Fehlende Funktionalität
Funktionen, die Benutzern von Rockbox im Vergleich zu den Originalbetriebssystemen eventuell fehlen (Stand 2/2009):
- Digitale Rechteverwaltung
- „USB On-the-go“ („USB OTG“)

Die Datenübertragung über Rockbox direkt und nicht über die Firmware des jeweiligen Herstellers wurde für die meisten Geräte inzwischen hinzugefügt.

## Patches
Durch den Open-Source-Status nehmen viele Entwickler und Anwender an der Entwicklung von Rockbox teil. Zur schnellen Funktionalitätserweiterung wurde ein Patch-System etabliert. Dadurch ist es möglich, erst in einer zukünftigen offiziellen Version von Rockbox standardmäßig verfügbare Features zu nutzen, ohne warten zu müssen.
Im Patch-System können Interessierte Patches bereitstellen, die Funktionen der offiziellen Rockbox (SVN) ändern oder neue hinzufügen. Diese Patches können sowohl für alle, einzelne oder auch Gruppen von Geräten (zum Beispiel Geräte mit Scrollrad) gelten. Beispielsweise verbessern einige Patches die Implementierung von Radioempfängern oder verändern die Belegung der Knöpfe (Button-Map). Patches können auch zusätzliche Plug-ins (s. o.) darstellen, zum Beispiel weitere Spiele.
Auch werden Rockbox-Versionen (Builds) angeboten, die schon vorab einige Patches integriert haben, so dass jedermann die Möglichkeit bekommt, das für ihn passende Build zu erhalten, ohne Programmierkenntnisse zu benötigen.
Builds, die gepatcht wurden, werden vom Rockbox-Entwicklerteam nicht offiziell unterstützt. Fehler, die bei solchen Builds auftreten, müssen entweder auch im offiziellen Build auftreten, oder der Ersteller des fehlerverursachenden Patches muss Support leisten.
Allerdings schaut sich das Rockbox-Entwicklerteam die Patches an und integriert sie in die originale Rockbox-Version, sofern sie ihren Ansprüchen nach sauberer Programmierung, geringem Ressourcenverbrauch und Sinnhaftigkeit entsprechen. Auch lehnen sie Workarounds ab, die Probleme umgehen, anstatt sie zu lösen.

## Unterstützte Geräte

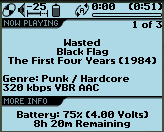
Rockbox auf einem iriver H120

Rockbox ist für jedes unterstützte Modell zu jeder Zeit noch in Entwicklung. Es wird zwischen
- „Supported“
- „Unstable“ und
- „Unusable“ unterschieden.

Damit ein Modell den „Supported“-Status erreicht, muss Rockbox ohne Probleme auf dem Player funktionieren. Eine Bedienungsanleitung sowie die Installation durch ein automatisches Installationsprogramm müssen verfügbar sein. „Unstable“-Modelle befinden sich in einem für erfahrene Benutzer geeigneten Zustand. „Unusable“ werden die Modelle bezeichnet, für welche die Arbeit an Rockbox bereits begonnen wurde, welche sich jedoch noch in einem frühen Stadium zum Status „Unstable“ befinden. Unusable-Modelle sind hauptsächlich für Entwickler interessant.
Im Prinzip könnte Rockbox für alle portablen MP3-Player, die einen GNU-CC-Port haben, entwickelt werden.
| - Archos Jukebox-Serie: - Jukebox 6000 - Jukebox Player/Studio - Jukebox Recorder - FM Recorder - Recorder v2 - Ondio FM - Ondio SP - H10 series (H10 5, 6, and 20 GB) - H100 series (H110/H115/H120/H140, aka iHP-110/115/120/140) - H300 series (H320/H340) - X5 und X5L - X5V - M5 und M5L - M3 und M3L - D2 (auch +) - M:Robe 100 - YH-820 - YH-920 - YH-925 | - iPod 1. Generation - iPod 2. Generation - iPod 3. Generation - iPod 4. Generation (Graustufenanzeige und Color/Photo) - iPod 5. und 5.5 Generation (Video) - iPod 6., 6.1 und 6.2 Generation (alle Classic-Modelle) - iPod mini 1. Generation - iPod mini 2. Generation - iPod nano 1. Generation - iPod nano 2. Generation - Sansa c200 V1, V2 - Sansa e200 V1, V2, R - Sansa Fuze V1, V2 - Sansa Clip V1, V2 - Sansa Clip+ - Sansa Clip Zip - Gigabeat F-Modelle - Gigabeat X-Modelle - Gigabeat S-Modelle - Vibe 500 |

### Zukunft
Seit dem Aufkommen von Smartphones, die meist von Haus aus umfangreiche Möglichkeiten zum Abspielen von Musik bieten, schrumpft der Markt für MP3-Player stetig. Die Entwickler arbeiten deshalb bereits daran, Rockbox als Mobile App zu portieren, um somit ein Fortbestehen des Projekts zu ermöglichen. Mit „Rockbox as an Application“ (kurz „RaaA“) für Android oder Maemo existiert bereits eine frühe Testversion.
Dennoch wird Rockbox auch für mp3-Player weiterentwickelt, was u. a. damit begründet werden kann, dass die Firmware quelloffen ist und es mit unter noch immer Interessenten gibt. Die aktuell stabile Version 4.0 wurde am 1. April 2025 veröffentlicht.